# Гюнтер Цанов
Гюнтер Цанов (нім. Günter Zahnow; 5 червня 1920, Альтдамм — 27 серпня 1983) — німецький офіцер-підводник, оберлейтенант-цур-зее крігсмаріне.

## Біографія
16 вересня 1939 року вступив на флот. З 5 січня по 5 липня 1942 року пройшов курс підводника. З 4 липня 1942 року — 1-й вахтовий офіцер на підводному човні U-167. 8-16 січня 1943 року виконував обов'язки командира човна. 6 квітня 1943 року U-167 був важко пошкоджений глибинними бомбами британських патрульних літаків «Гудзон» біля острова Гран-Канарія і того ж дня був затоплений екіпажом. Всі члени екіпажу вижили і були інтерновані іспанською владою на острові. Пізніше Цанов, який був поранений під час бомбардування U-167, повернувся в Німеччину на борту U-455. З 24 квітня по червень 1943 року лікувався у військово-морському лазареті. З 16 червня 1943 по березень 1944 року — 1-й вахтовий офіцер на U-547. З 1 квітня по 15 травня 1944 року пройшов курс командира човна. З травня 1944 по 9 квітня 1945 року — командир U-747. В травні був взятий в полон британськими військами.

## Звання
- Кандидат в офіцери (16 вересня 1939)
- Морський кадет (1 лютого 1940)
- Фенріх-цур-зее (1 липня 1940)
- Оберфенріх-цур-зее (1 липня 1941)
- Лейтенант-цур-зее (1 березня 1942)
- Оберлейтенант-цур-зее (1 жовтня 1943)

## Нагороди
- Залізний хрест 2-го класу (17 січня 1943)
- Нагрудний знак підводника (травень 1943)
- Нагрудний знак «За поранення» в чорному (травень 1943)